# Bibliotheca mathematica
Bibliotheca mathematica, internationell tidskrift
för matematikens historia, 1887-1914 utgiven av Gustaf Eneström i Stockholm. Tidskriften upptog matematisk-historiska artiklar, författade på tyska, franska, engelska, italienska och, undantagsvis, latin, samt innehåller dessutom recensioner av och förteckningar över nyutkommen matematisk-historisk litteratur. 1887–99 var tidskriftens utgivningsort Stockholm; en ny följd, efter väsentligt utvidgad plan, utgavs från och med 1900 på Teubners förlag i Leipzig. 1884–86 utkom med samma huvudtitel och utgivare såsom bilaga till tidskriften Acta mathematica en äldre följd, väsentligen ägnad åt matematisk bibliografi.